# The Golden Baton
The Golden Baton è un videogioco di avventura testuale fantasy, inizialmente sviluppato dall'inglese Brian Howarth (Blackpool, 1953) nel 1981 e pubblicato per TRS-80 dall'editrice neozelandese Molimerx. Venne quindi convertito per molti altri home computer a 8 bit: Acorn Electron, Atari 8-bit, BBC Micro, Colour Genie, Commodore 16, Commodore 64, Dragon 32, Oric, VIC-20, ZX Spectrum, e pubblicato da svariate editrici. È molto simile alle più note avventure della Adventure International di Scott Adams, sia dal punto di vista dello stile di gioco, sia della realizzazione interna del programma.
The Golden Baton diede inizio a una prolifica collana di giochi dello stesso genere, chiamata Mysterious Adventures, tra i quali Arrow of Death e The Wizard of Akyrz sono suoi seguiti diretti dal punto di vista della trama, mentre gli altri hanno diverse ambientazioni.

## Trama
La "bacchetta d'oro" a cui fa riferimento il titolo è un oggetto mistico dal grande potere benefico, ma ora è stato rubato dal palazzo reale ed è compito dell'eroe della storia recuperarlo. L'avventura inizia con l'eroe solo e disarmato in una oscura foresta. Si incontreranno diversi nemici, tra i quali un lupo, un granchio gigante, un cavaliere, un uomo lucertola e una Gorgone. Alcune situazioni vanno risolte con l'uso della magia.

## Modalità di gioco
L'avventura è in inglese, con testi descrittivi piuttosto brevi e comandi di una o due parole. Gli spostamenti nelle quattro direzioni cardinali si possono abbreviare con una lettera. La parte superiore dello schermo è sempre dedicata alla descrizione generale e quella inferiore alla linea di comando. Nelle versioni Commodore 64, ZX Spectrum, Oric, Dragon 64 e BBC Micro è presente anche la grafica: ci sono illustrazioni statiche per ogni luogo, prive di personaggi, che richiedono un certo tempo per essere generate e prendono il posto dell'area di descrizione testuale, ma si possono abilitare e disabilitare durante il gioco. Sono disponibili comandi di aiuto e di salvataggio della partita.

## Serie
Dopo The Golden Baton Brian Howarth continuò, anche in collaborazione con altri, a realizzare titoli analoghi, che divennero la serie Mysterious Adventures. I primi giochi vennero prodotti per la Molimerx, ma poi la serie passò a molte altre editrici, tra cui la Digital Fantasia fondata appositamente dallo stesso Howarth, che iniziò a diversificare i computer di destinazione e fu la prima a pubblicare tutta la serie completa, ma presto fallì. I diritti furono ceduti alla Channel 8 Software di Preston, che pubblicò tra l'altro le prime versioni per Atari e Commodore 64. Altre edizioni economiche furono realizzate ad esempio da Paxman Promotions e Tynesoft. Tra il 1981 e il 1983 uscirono 11 titoli nella collana, per gran parte degli stessi computer:
- The Golden Baton
- The Time Machine
- Arrow of Death part 1
- Arrow of Death part 2
- Escape from Pulsar 7
- Circus
- The Feasibility Experiment
- The Wizard of Akyrz
- Perseus and Andromeda
- Ten Little Indians
- Waxworks

Altri tre titoli successivi vennero annunciati dalla stampa, ma non risultano essere stati effettivamente pubblicati:
- Midwinter
- After the Fire
- Beyond the Infinite

Le due parti di Arrow of Death e The Wizard of Akyrz continuano la storia di The Golden Baton, mentre gli altri sono titoli tra loro indipendenti, con ambientazioni di fantascienza, giallo, orrore o mitologia.
Howarth sviluppò un interprete in linguaggio macchina analogo a quello della serie Adventure di Scott Adams, che poté facilmente rendere compatibile con i file di dati delle avventure di Adams, per i quali esisteva già un editor. Da Arrow of Death Part 2 in poi, tutti i titoli di Mysterious Adventures furono scritti con questo sistema, che permetteva di creare una nuova avventura cambiando soltanto i dati.